# Властела Мрњавчевића
Властела Мрњавчевића обухвата властелу која се јавља у историјским изворима друге половине XIV века, а у процесу распада Српског царства је признавала врховну власт Мрњавчевића, краља Вукашина (1365 — 1371) односно деспота Угљеше, као и њихових савладара и наследника.
У склопу властеле краља Вукашина, заступљена је и властела његове супруге, краљице Јелене, као и синова Марка (1371 — 1395) и Андријаша. Међу властелом деспота Угљеше, приказана је и властела која је признавала врховну власт Душана Силног (краљ 1331 — 1346, цар 1346 — 1355), а касније и његове супруге Јелене, која је владала Серском облашћу. У овој групи су заступљени и византијски достојанственици, који су током српских освајања признали врховну власт Душана Силног, а касније су били и вазали царице Јелене и деспота Угљеше.

## Властела краља Вукашина
- Андрија Гропа, велики жупан који је после Маричке битке овладао Охридом и Дебром
- Богдан Киризмић, призренски трговац и протовестијар краља Вукашина
- Братослав, логотет краља Вукашина, који се јавља само на његовој повељи Дубровчанима од 05.04.1370. године, која је издата у Поречи на Броду, у долини реке Треске, данашња Македонија.
- Гргур, господар Полога из доба краља Вукашина
- Грубадин, кефалија Андријаша Мрњавчевића
- Дабижив, протовестијар или логотет краљице Јелене. У изворима је забележена његова посета Дубровнику 1374. године у вези поклада који Вукашин оставио код Павла Барабића. Током ње му је исплаћено 30 перпера, а у документима је на једном месту означен као протовестијар, а на другом као логотет.
- Косан, писар краља Вукашина који је вероватно носио титулу логотета. Потписан је на повељи Новака Мрасоровића, којом се у јануару 1366. године, потврђује његов поклон светогорском манастиру Пантелејмону.
- Манко, челник краља Вукашина. Помиње се на надгробном натпису монахиње Марине (световно име Струја), која је преминула 02.03.1371. године. Она је била његова сврстница, а сахрањена је у призренској цркви свете Недеље, која је била задужбина Марка Мрњавчевића.
- Милош, кефалија Прилепа из доба краља Вукашина. Потписан је на повељи Новака Мрасоровића, којом се у јануару 1366. године, потврђује његов поклон светогорском манастиру Пантелејмону.
- Никола Хрсојевић, легендарни властелин краља Вукашина, који га је, према наводима „Краљевства Словена“ Мавра Орбинија из 1601. године, убио, непосредно након Маричке битке.
- Новак Мрасоровић, властелин краља Вукашина
- Оливер, властелин краља Марка, који је највероватније био кефалија Битоља.
- Остоја Рајаковић, властелин и сродник Мрњавчевића, који је имао посед око Охрида.

## Властела деспота Угљеше
- Алексије Асен, дворанин и сродник царице Јелене
- Алексије Раул, велики доместик из доба Душана Силног и деспота Угљеше
- Георгије, кефалија Јерисоа и брат протостратора Станише. Он је Хиландару оставио неке вредности, око којих су се његови монаси, 1366. године, спорили са његовим тастом, великим примикиријем Исарисом
- Георгије Исарис, велможа из доба Душана Силног и деспота Угљеше
- Димитрије Комнин Евдемонојан, кефалија Сера и васељенски судија
- Дука Коресис, велможа из доба Душана Силног и деспота Угљеше
- Дука Нестонг, кефалија Сера из доба Душана Силног и деспота Угљеше
- Жутко, војвода деспота Угљеше, који се помиње на повељи Новака Мрасоровића, којом се у јануару 1366. године, потврђује његов поклон светогорском манастиру Пантелејмону.
- Кардамис, велики чауш и члан судског већа у Серу
- Мелик, дијак деспота Угљеше, који је саставио повељу Новака Мрасоровића, којом се у јануару 1366. године, потврђује његов поклон светогорском манастиру Пантелејмону.
- Михајло Схулис, серски сенатор и један од судија мешовитог суда Серске митрополије, који је, у августу 1365. године, учествовао у решавању спора између светогорских манастира Есфигмена и Кутлумуша
- Михалис Иоскулис, васељенски судија деспота Угљеше, потписан на једној повељи, из јануара 1371. године.
- Никита Педијасим, властелин и повереник деспота Угљеше
- Орест, кефалија Сера и васељенски судија
- Палеолог Макродука, угледни властелин из Сера, који је у августу 1365. године био један од световних чланова мешовитог судског већа Серске митрополије.
- Радослав (Повика) Торник, кефалија Сера и зет царице Јелене.
- Станиша, протостратор и брат, кефалије Јериоса, Георгија. Управљао је једном од области око реке Струме, највероватније у доба Душана Силног, а умро је пре 1366. године.
- Теодор Одујевић, господар села Неохори, које је деспот Угљеша поклонио манастиру Кутлумуш на Светој гори, у априлу 1369. године.